# Charing Cross metróállomás
A Charing Cross a londoni metró egyik állomása az 1-es zónában, a Bakerloo line és a Northern line érinti.

## Története
Az állomást 1906. március 10-én adták át a Baker Street and Waterloo Railway részeként (mai Bakerloo line) Trafalgar Square névvel. Egy évvel később a Northern line állomását is üzembe helyezték Charing Cross néven (később a Charing Cross (Strand) és a Strand nevet is viselte). 1979-ben mind a két állomás megkapta a Charing Cross nevet és 1999-ig a Jubilee line egyik állomásaként is üzemelt.

## Forgalom
| Járat | Útvonal | Gyakoriság   |
| ----- | --- | ------------ |
|       | Harrow & Wealdstone – Kenton – South Kenton – North Wembley – Wembley Central – Stonebridge Park – Harlesden – Willesden Junction – Kensal Green – Queen’s Park – Kilburn Park – Maida Vale – Warwick Avenue – Paddington – Edgware Road – Marylebone – Baker Street – Regent’s Park – Oxford Circus – Piccadilly Circus – Charing Cross – Embankment – Waterloo – Lambeth North – Elephant & Castle | 3 percenként |
|       | (High Barnet és Edgware felől –) Camden Town – Mornington Crescent – Euston – Warren Street – Goodge Street – Tottenham Court Road – Leicester Square – Charing Cross – Embankment – Waterloo – Kennington (– néha tovább Morden felé) | 3 percenként |

## Átszállási kapcsolatok
| Állomás       | Átszállási kapcsolatok                                                |
| ------------- | --------------------------------------------------------------------- |
| Charing Cross | National Rail (Charing Cross pályaudvar) Helyi buszok (Charing Cross) |

## Fordítás
- Ez a szócikk részben vagy egészben  a   Charing Cross tube station című angol Wikipédia-szócikk fordításán alapul.  Az eredeti cikk szerkesztőit annak laptörténete sorolja fel. Ez a jelzés csupán a megfogalmazás eredetét és a szerzői jogokat jelzi, nem szolgál a cikkben szereplő információk forrásmegjelöléseként.